# NGC 5623
NGC 5623 (również PGC 51598 lub UGC 9260) – galaktyka eliptyczna (E), znajdująca się w gwiazdozbiorze Wolarza. Odkrył ją William Herschel 13 marca 1785 roku.